# Place Camille-Jullian (Paris)
Pour les articles homonymes, voir Place Camille-Jullian.
La place Camille-Jullian est une place de Paris située à la limite des 5e, 6e et 14e arrondissements. 

## Situation et accès
Elle est le carrefour de plusieurs voies : l'avenue de l'Observatoire, la rue Notre-Dame-des-Champs et la rue d'Assas.
Cette longue place est essentiellement un nœud de voies de communications routières ; elle est également bordée d'une voie ferrée. Au nord, elle jouxte le jardin Marco-Polo et sa fontaine des Quatre-Parties-du-Monde. À l'ouest, elle est bordée d'un bosquet d'arbres. À l'est, elle est délimitée par la gare de Port-Royal et ses voies. Au sud, elle donne sur la partie sud de l'avenue de l'Observatoire qui se termine aux murs de l'Observatoire de Paris.
Elle est décorée par deux monuments : sur un terre-plein central, le monument renfermant les cendres de Francis Garnier, orné d'un buste dû au sculpteur Denys Puech, et, à l'ouest, une sculpture du maréchal Ney par François Rude.

## Origine du nom
Elle est nommée en hommage à l'historien, philologue et épigraphiste français Camille Jullian (1859-1933).
Le choix d’honorer Camille Jullian par l'attribution de son nom à un carrefour jusqu'alors dépourvu d'odonymie tient vraisemblablement à ce que l'historien avait dénoncé, au cours d'une conférence célèbre prononcée à l'Hôtel de Ville de Paris, le 27 janvier 1923, l'habitude qu'ont les commissions chargées de la dénomination des voies de changer les noms des rues. Il était ainsi possible d'attribuer le sien sans débaptiser aucune voie.

## Historique
Un carrefour, longtemps resté sans nom, se trouve à cet emplacement au moins depuis le XVIIe siècle. Il desservait alors la « rue d'Enfer » au nord, la « rue de la Bourbe » à l'est, le « chemin de Mont Rouge » (devenu avenue du Général-Leclerc) au sud et le chemin qui suivait l'enclos des Chartreux à l'ouest.
Cette place reçoit un odonyme et existe ainsi en tant que place autonome le 20 avril 1935.

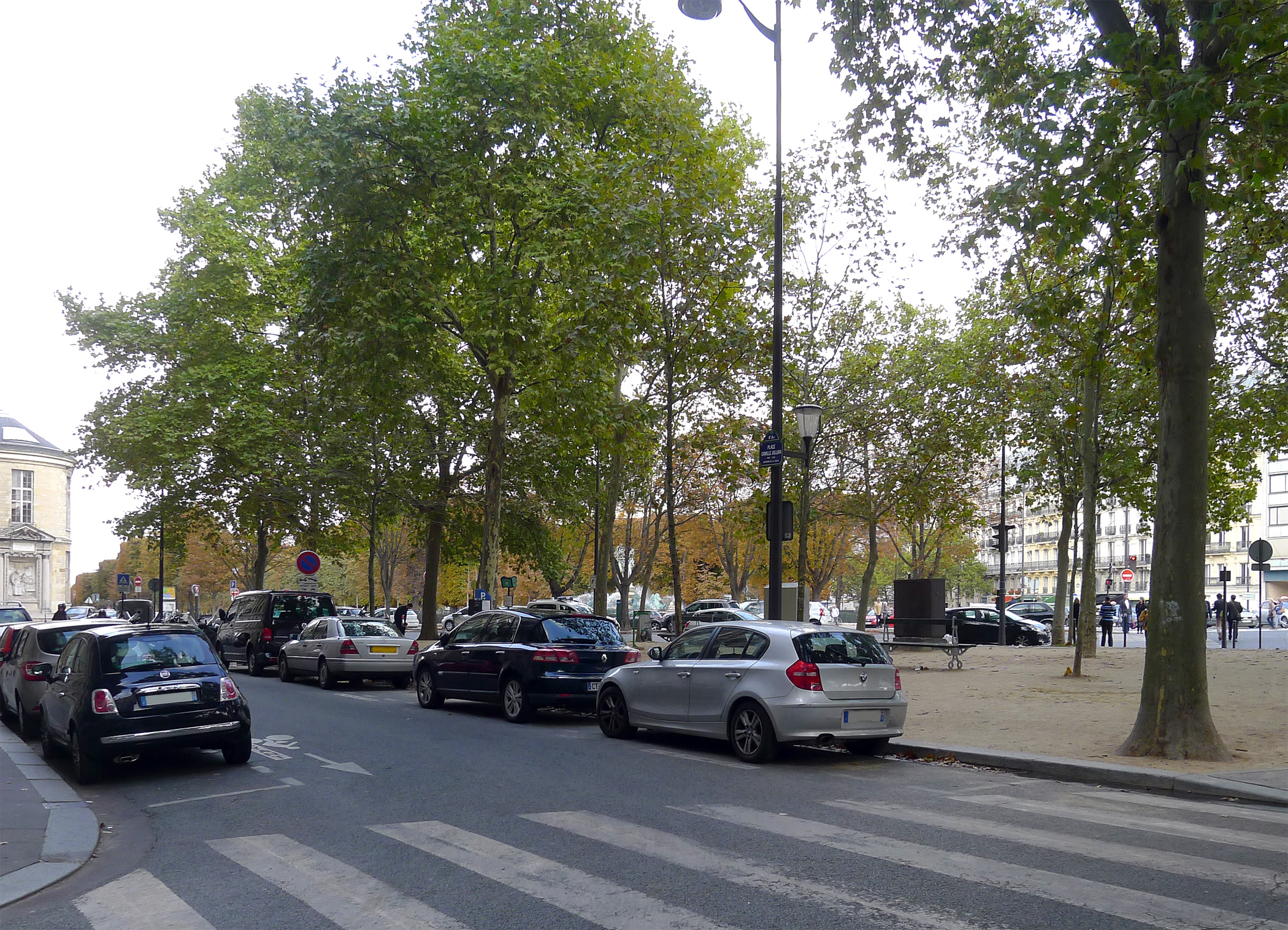
Place vue depuis la rue Notre-Dame-des-Champs.
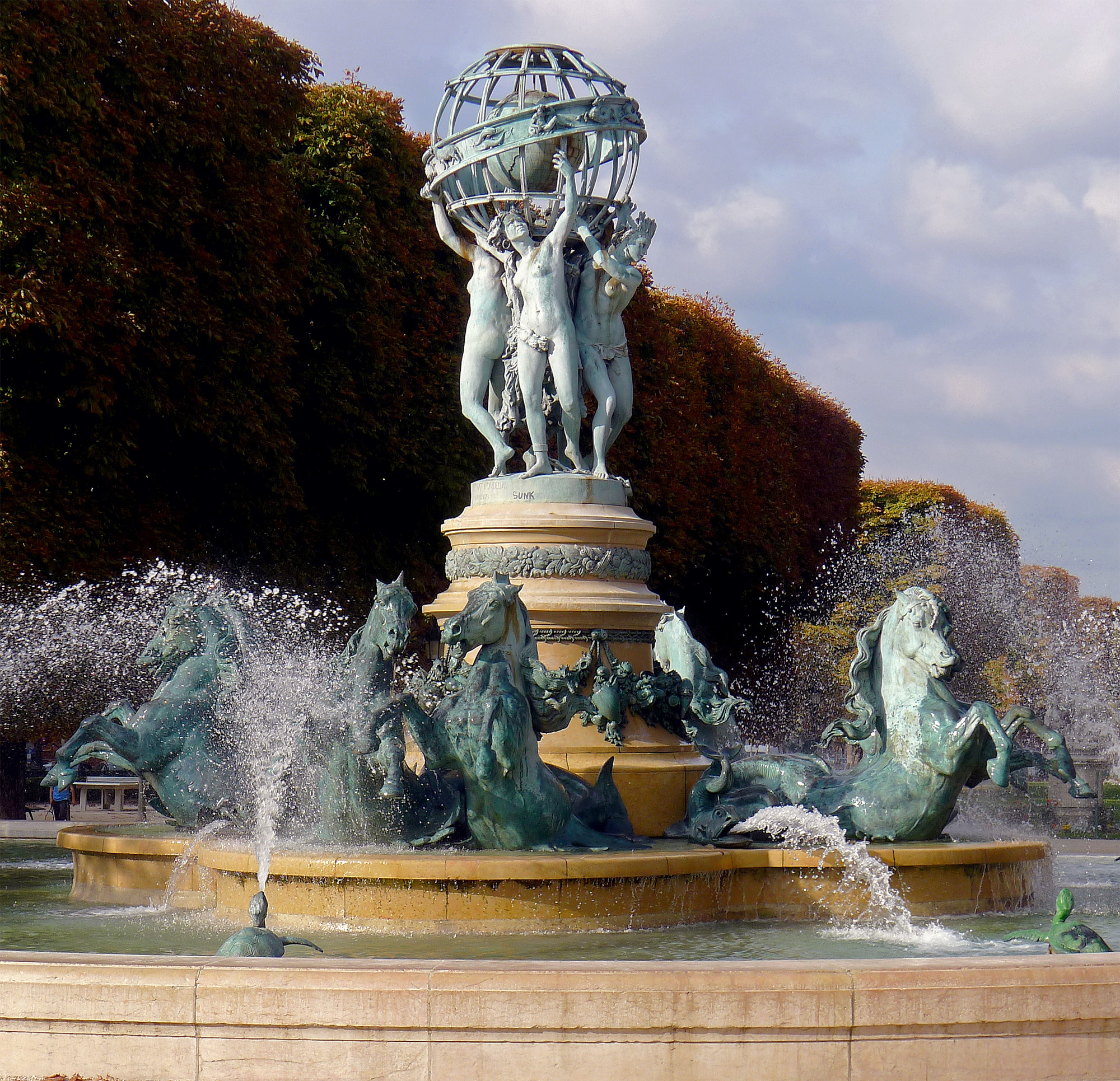
Fontaine des Quatre-Parties-du-Monde vue depuis la place Camille-Jullian.